# Psi Ophiuchi
Psi Ophiuchi (ψ Ophiuchi, förkortat Psi Oph, ψ Oph) som är stjärnans Bayerbeteckning, är en jättestjärna belägen i den sydvästra delen av stjärnbilden Ormbäraren. Den har en skenbar magnitud på 4,50 är synlig för blotta ögat. Baserat på parallaxmätning inom Hipparcosuppdraget på ca 16,4 mas, beräknas den befinna sig på ett avstånd av ca 199 ljusår (61 parsek) från solen.

## Egenskaper
Psi Ophiuchi är en orange till röd jättestjärna  av spektralklass K0II-III. Den har en massa som är 1,6 gånger solens massa och en uppskattad radie som är 11,6 gånger större än solens. Den utsänder från dess fotosfär ca 66 gånger mera energi än solen vid en effektiv temperatur på ca 4 860 K.